# Eberhard Schrader
Pour les articles homonymes, voir Schrader.
Eberhard Schrader, né le 7 janvier 1836 à Brunswick et mort le 4 juillet 1908 à Berlin, est un exégète et orientaliste allemand qui est le fondateur de l'assyriologie en Allemagne.

## Biographie
Schrader étudie à l'université de Göttingen, notamment auprès de Heinrich Ewald. Il fait partie de l'association étudiante Hercynia Göttingen. En 1858, il est promu doctor philosophiæ grâce à sa thèse portant sur la langue guèze (langue liturgique éthiopienne), intitulée en latin De linguæ Aethiopicæ cum cognatis linguis comparatæ indole universa. Elle est publiée en 1860. En 1863, il est nommé professeur de théologie à l'université de Zurich, puis à l'université de Giessen (1870), à l'université d'Iéna (1873) et professeur de langues sémitiques à l'université Frédéric-Guillaume de Berlin (à partir de 1875).
Parmi ses étudiants figurent Lazarus Goldschmidt (de) et Heinrich Zimmern.
Il repose au cimetière luthérien-évangélique de Stahnsdorf (Südwestkirchhof der Berliner Stadtsynode in Stahnsdorf).

## Quelques œuvres
- Studien zur Kritik und Erklärung der biblischen Urgeschichte (1863)
- 8. Edition von De Wettes Einleitung in das Alte Testament (1869)
- Die assyrisch-babylonischen Keilinschriften (1872)
- Die Keilinschriften und das Alte Testament (1872 ; 3e éd. de Zimmern et Winckler, 1901-1902)
- Keilinschriften und Geschichtsforschung (1878)[1]
- Die Höllenfahrt der Istar (text, trans., notes; Ricker, Gießen, 1874)
- Die Namen der Meere in den assyrischen Inschriften, Berlin 1878[2]
- Zur Frage nach dem Ursprung der altbabylonischen Kultur (1884)
- Keilinschriftliche Bibliothek (1877), en collaboration.